# José Ardévol
José Ardévol (ur. 13 marca 1911 w Barcelonie, zm. 7 stycznia 1981 w Hawanie) – kubański kompozytor i dyrygent pochodzenia hiszpańskiego.

## Życiorys
Uczył się u ojca, Fernanda Ardévola, oraz u Hermanna Scherchena. Studiował historię sztuki na Uniwersytecie Barcelońskim. W 1930 roku wyjechał na Kubę. W latach 1936–1941 wykładał historię muzyki i estetykę w konserwatorium w Hawanie, w latach 1945–1950 był wykładowcą kompozycji na uniwersytecie w Hawanie. Od 1934 do 1952 roku dyrygował Orquestra de Cámara de la Habana. W latach 1938–1959 i 1965–1968 wykładał kompozycję w Conservatorio Amadeo Roldan. Od 1968 roku był wykładowcą Escuela Nacional de Música. Założyciel Grupo de renovación musical (1942). Był redaktorem naczelnym czasopisma Musicalia, pisywał też krytyki muzyczne do pisma Acción.

## Twórczość
Po dojściu do władzy Fidela Castro w 1959 roku odegrał wiodącą rolę w organizacji życia muzycznego na Kubie. W okresie międzywojennym tworzył w stylistyce neoklasycznej z elementami narodowymi, później uległ wpływom Antona Weberna. Pod koniec życia zaadaptował nowsze techniki takie jak aleatoryzm. Opublikował zbiór esejów Música y revolución (Hawana 1966).

## Ważniejsze kompozycje
(na podstawie materiałów źródłowych)

### Utwory orkiestrowe
- 3 symfonie (I 1943 nowa wersja 1947, II 1945, III 1946)
- 3 concerti grossi (1937, 1937, 1946)
- Koncert na 3 fortepiany i orkiestrę (1938)
- Koncert na fortepian i instrumenty dęte drewniane (1944)
- Wariacje symfoniczne na wiolonczelę i orkiestrę (1951)
- Triptico de Santiago (1953)
- Música para pequeña orquestra (1958)
- Movimiento sinfónico I (1967) i II (1969)
- El son na skrzypce i orkiestrę (1952)
- Música na gitarę i orkiestrę kameralną (1967)

### Utwory kameralne
- Concerto II na 6 instrumentów smyczkowych (1932)
- Kwintet dęty (1957)
- 3 kwartety smyczkowe
- 6 sonat triowych na różne zestawy instrumentów

### Utwory wokalno-instrumentalne
- kantata Lenin na 6 głosów solowych, chór i orkiestrę  (1970)
- Cantos de la revolución na chór a cappella (1962)
- Pour Viet-nam na chór a cappella (1966)

### Balet
- Forma na chóry i orkiestrę (1942)